# Lynndyl (Utah)
Lynndyl es una localidad del condado de Millard, estado de Utah, Estados Unidos. Según el censo de 2000 la población era de 134 habitantes.

## Geografía
Lynndyl se encuentra en las coordenadas 39°31′3″N 112°22′35″O / 39.51750, -112.37639.
Según la oficina del censo de Estados Unidos, la localidad tiene una superficie total de 9,1 km². No tiene superficie cubierta de agua.
- Datos: Q482959
- Multimedia: Lynndyl, Utah / Q482959